# František Čapek
František Čapek   (Branice, 24 d'octubre de 1914 - Praga, 31 de gener de 2008) fou un piragüista txec que va competir sota bandera txecoslovaca durant les dècades de 1940 i 1950.
El 1948 va prendre part en els Jocs Olímpics de Londres, on guanyà la medalla d'or en la competició del C-1 10.000 metres del programa de piragüisme. Finalitzà per davant de Frank Havens i Norman Lane. En el seu palmarès també destaca una medalla de plata al Campionat del Món de piragüisme en aigües tranquil·les de 1954 i set títols nacionals. Una vegada retirat passà a exercir d'entrenador fins a la seva jubilació, el 1978.